# Escape from Alcatraz (libro)
Escape from Alcatraz è un libro di J. Campbell Bruce, pubblicato nel 1963.
Racconta la storia delle fughe tentate dai detenuti del penitenziario di Alcatraz, costruito su un'isola della baia di San Francisco. Fu riveduto e corretto nel 1976 e di nuovo nel 2005.
Parte del libro ricorda la fuga, avvenuta l'11 giugno 1962, di Frank Morris e dei fratelli John e Clarence Anglin, che ispirò il film Fuga da Alcatraz del 1979.

## Episodio principale
Il rapinatore Frank Morris, persona con quoziente d'intelligenza superiore, dopo varie evasioni, viene condotto ad Alcatraz. Insieme a due compagni riesce ad  evadere sfruttando l'indebolimento dei muri della prigione provocato dalla salsedine marina e un condotto di aerazione che passa sopra le celle. La fuga viene poi completata con una rudimentale zattera attraverso le gelide acque della Baia di San Francisco.
Era intenzione dei tre arrivare sulle Angels Island, ma non si sa se arrivarono a destinazione.  L'FBI ha sempre sostenuto che i fuggiaschi annegarono, ma dopo circa un mese arrivò al carcere una cartolina che diceva: "Hahaha ce l'abbiamo fatta", con la firma dei tre evasi. Sarebbe stata l'unica evasione riuscita della storia di Alcatraz, considerata prigione inespugnabile, che venne chiusa definitivamente circa un anno dopo.
In realtà, manca chi ideò il tutto: un quarto uomo che aveva preparato il piano alla perfezione e che aveva pensato di poter finire di scavare il varco della sua cella  proprio l'ultima sera, quando era tutto pronto; era lui la mente di tutta l'operazione e non riuscì ad evadere, finendo il resto dei suoi giorni in prigione.